# Полубелый гриб
Полубе́лый гриб или желтожебрик (лат. Hemiléccinum impólitum) — вид грибов, относящийся к роду Hemileccinum семейства болетовые (Boletaceae).
Научные синонимы:
- Leccinum impolitum (Fr.) Bertault, 1980
- Boletus impolitus Fr., 1838
- Tubiporus impolitus (Fr.) P. Karst., 1882
- Xerocomus impolitus (Fr.) Quél., 1888

Русские синонимы:
- Борови́к жёлтый (также используется для вида Boletus junquilleus)
- Бо́лет полубе́лый

## Описание

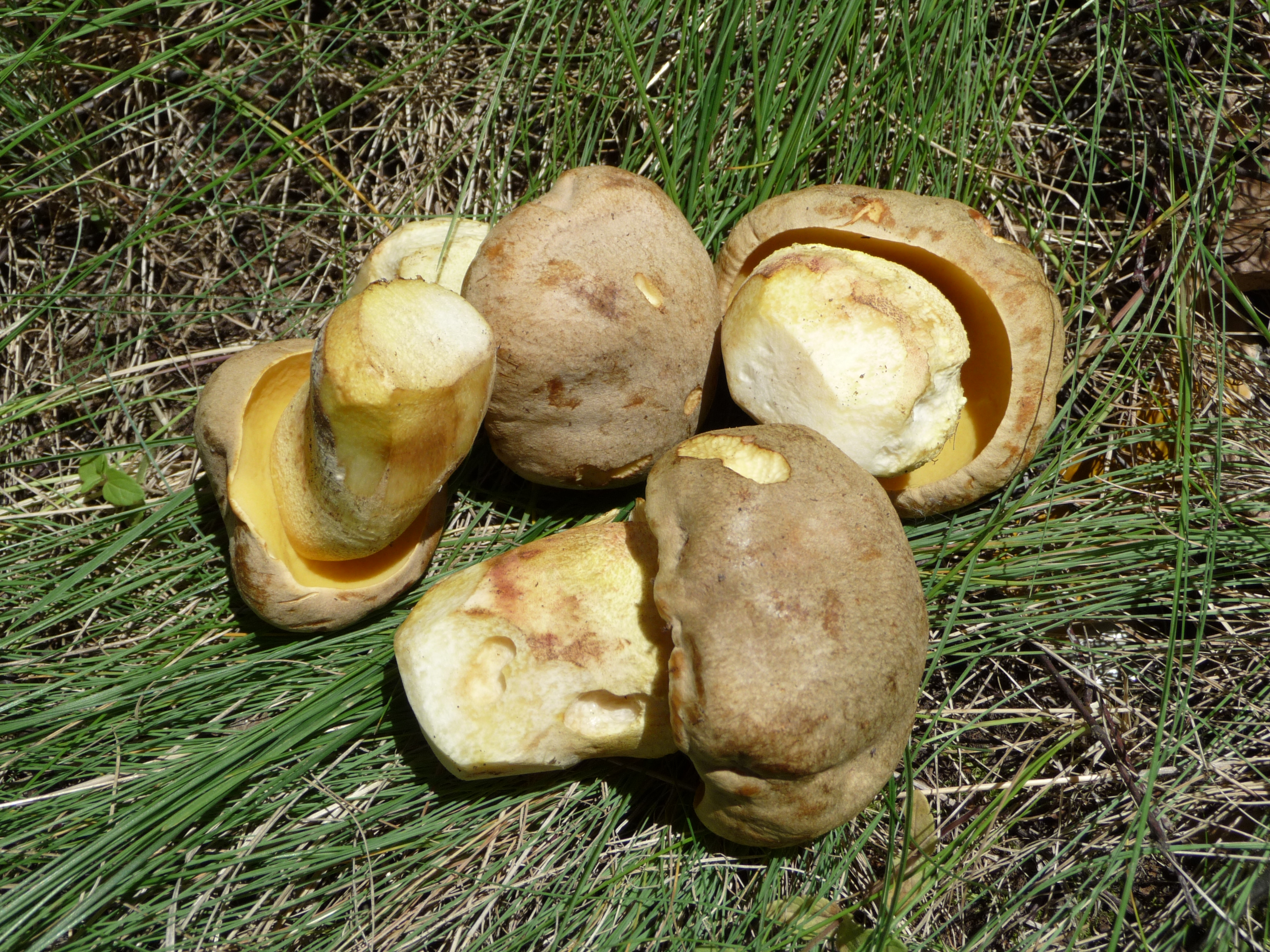
Полубелые грибы

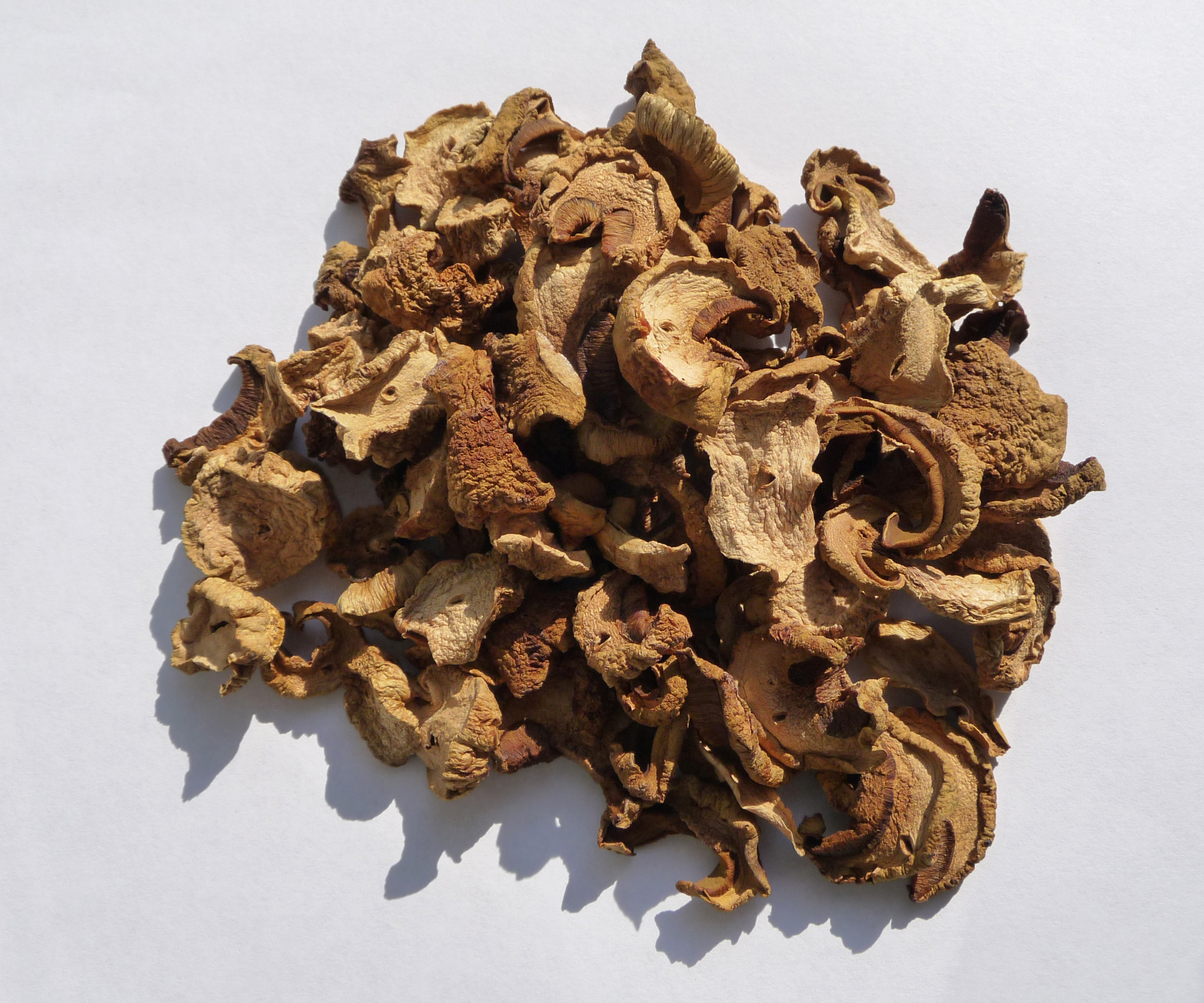
Сушеные полубелые грибы

Шляпка диаметром 5—15 (до 20) см, выпуклая, затем более плоская. Кожица не снимается, гладкая или слегка морщинистая, матовая, в сырую погоду слизистая, светло-коричневого или глинистого цвета.
Мякоть плотная, тяжёлая, от белого до светло-жёлтого цвета, возле трубочек и в ножке лимонно-жёлтая. На срезе цвет мякоти не меняется. Вкус приятный, слегка сладковатый. Запах мякоти напоминает карболовую кислоту или йодоформ, иногда почти отсутствует.
Ножка снаружи шероховатая, 5—15 см высотой и до 6 см толщиной, внизу утолщённая. Верхня часть соломенного цвета, книзу более тёмная, иногда до красноватой, реже равномерно окрашена. Поверхность шероховатая, внизу ворсистая, без сетчатого рисунка.
Трубчатый слой 1,5—3 см, свободный, желтого цвета, с возрастом становится оливково-жёлтым, при нажатии цвет не меняется. Поры мелкие, округлые, позже округло-зубчатые.
Споровый порошок оливково-жёлтый, споры 10—14×4—6 мкм, веретеновидные, гладкие.

## Экологияи распространение
Встречается во влажных пойменных дубовых, буковых, грабовых, лесах, реже в хвойных, под соснами, под липами, на влажных глинистых почвах. Встречается в лесной и лесостепной зонах Европы, Полесье и Прикарпатье.
В России произрастает в центральной, южной полосе Европейской части, а также на Средней Волге.

## Пищевые качества
Прекрасный съедобный гриб, особенно вкусен в маринованном виде. Можно сушить. В некоторых источниках описывается как условно-съедобный из-за специфического запаха карболовой кислоты в сыром виде. После отваривания или сушки неприятный запах исчезает.

## Сходные виды
Съедобные:
- Боровик девичий (Boletus appendiculatus) имеет ножку конической формы, заострённую книзу, шляпка окрашена темнее.
- Моховик зелёный (Xerocomus subtomentosus) имеет более тонкую, часто сужающуюся книзу ножку, покрытую тёмно-бурым сетчатым рисунком, а также отличается крупными порами трубчатого слоя зрелых грибов.

Несъедобные:
- Боровик несъедобный (Boletus calopus) отличается более ярко окрашенной ножкой, растёт на кислых плодородных почвах.
- Боровик коренящийся (Boletus radicans) немного светлее, синеет на срезе, имеет горький вкус.